# 瑪格麗特維爾 (紐約州)
瑪格麗特維爾（英語：Margaretville）是位於美國紐約州特拉華縣的村。

## 人口
根據2020年美國人口普查的數據，瑪格麗特維爾的面積為1.85平方千米，當中陸地面積為1.80平方千米，而水域面積為0.05平方千米。當地共有人口514人，而人口密度為每平方千米278人。